# Taça Independência (1965)

Imagem da Seleção Mineira e do River Plate, protagonistas do jogo inaugural do estádio Governador Magalhães Pinto.

A Taça Independência é a denominação pela qual ficou conhecida a inauguração do estádio Governador Magalhães Pinto, popularmente conhecido como Mineirão, ocorrida em 1965. O evento foi composto por dois jogos. No primeiro, realizado em 5 de setembro, a Seleção Mineira venceu o River Plate por 1 a 0, com um gol de Buglê. O evento de abertura foi marcado por uma programação festiva que englobou cerimônias solenes e entretenimento. Dois dias depois, a Seleção Brasileira, constituída unicamente por jogadores do Palmeiras, obteve uma vitória convincente de 3 a 0 sobre a Seleção Uruguaia.